# Haloragis eichleri
Haloragis eichleri är en slingeväxtart som beskrevs av Anthony Edward Orchard. Haloragis eichleri ingår i släktet Haloragis och familjen slingeväxter. Inga underarter finns listade i Catalogue of Life.